# Teucholabis (Teucholabis) pabulatoria
Teucholabis (Teucholabis) pabulatoria is een tweevleugelige uit de familie steltmuggen (Limoniidae). De soort komt voor in het Neotropisch gebied.